# Chemin-d'Aisey
Chemin-d'Aisey é uma comuna francesa na região administrativa da Borgonha-Franco-Condado, no departamento de Côte-d'Or. Estende-se por uma área de 8,89 km². Em 2010 a comuna tinha 78 habitantes (densidade: 8,8 hab./km²).